# Reforma Penal de Sampaio e Melo
A Reforma Penal de Sampaio e Melo foi uma importante reforma ao Código Penal Português de 1852, que foi promovida pelo então Ministro da Justiça Lopo Vaz de Sampaio e Melo e aprovada pela Lei das Cortes de 14 de Junho de 1884.
Esta lei aboliu as penas de expulsão definitiva do Reino, de perda dos direitos políticos, de trabalhos públicos, de degredo e de prisão perpétua.